# Can Miró (Arenys de Munt)
Can Miró és una masia amb elements gòtics d'Arenys de Munt (Maresme) protegida com a Bé Cultural d'Interès Local.

## Descripció
Masia del segle xv molt restaurada a començaments de segle. Coberta a dues aigües, consta de planta baixa i pis; a la part central hi ha unes golfes. La façana principal té un portal adovellat i finestres de pedra. La característica més important és un finestral que està col·locat sobre la porta d'entrada. Aquesta finestra és coronella formada per tres arcs separats per dues fines columnes. No és originària de la casa sinó que fou comprada a Roda de Barà. És del segle xv.
Com a decoració de la façana hi ha un rellotge de sol i unes rajoles amb una figura.